# Arnaldoa (revista)
Arnaldoa: Revista del Herbario H A O Trujillo (abreviado Arnaldoa) es una revista científica con ilustraciones y descripciones botánicas que es editada por la Universidad Antenor Orrego y publicada en Trujillo desde el año 1991.